# District de Dagzê
Pour les articles homonymes, voir Dazi.
Cette page contient des caractères spéciaux ou non latins. S’ils s’affichent mal (▯, ?, etc.), consultez la page d’aide Unicode.
Le district de Dagzê (chinois simplifié : 达孜区 ; pinyin : Dázī qū ; tibétain : སྟག་རྩེ་ཆུས།, Wylie : stag rtse chus, pinyin tibétain : Dagzê qü), autrefois xian de Dagzê (chinois simplifié : 达孜县 ; pinyin : Dázī xiàn ; tibétain : སྟག་རྩེ་རྫོང་, Wylie : stag rtse rdzong, THL : Tagtse Dzong), est un district administratif de la région autonome du Tibet en Chine. Il est placé sous la juridiction de la ville-préfecture de Lhassa.

## Démographie
La population du district était de 25 445 habitants en 1999.

## Monastère de Ganden
Le monastère de Ganden, une des trois grandes universités monastiques gelugpa du Tibet, est  situé au-dessus de la montagne de Wangbur, dans le district de Dagzê, à 36 kilomètres au Nord-Est du palais du Potala à Lhassa, à une altitude de 4 300 m.

## Personnalités liées
- Yulo Tulku Dawa Tsering, (1926-2002) y est né.